# Triangel (Sassenburg)
Triangel est un quartier de la commune allemande de Sassenburg, dans l'arrondissement de Gifhorn, Land de Basse-Saxe.

## Géographie
Le nom fait référence à la forme originale du village. Il se situe à l'est de l'Ise et de la forêt domaniale de Dragen et au nord de l'Aller. Au nord et à l'est, le territoire se fond dans la grande tourbière dans une bande étroite.

## Histoire
Auf dem Triangel est mentionné pour la première fois en 1796. Il appartient à l'origine à la commune de Neudorf-Platendorf dont il se sépare au XIXe siècle.
La première extraction industrielle de tourbe en Allemagne est fondée à Triangel en 1871. En 1885, la Norddeutsche Torfmoorgesellschaft obtient le développement de ses zones d'extraction de tourbe grâce à une voie ferrée. Après trois ans de construction, le trafic de fret est possible le 1er mai 1889.
Le manoir est construit de 1920 à 1922 dans un style campagnard anglais. Le Reichsnährstand l'acquiert en 1936, et pendant la Seconde Guerre mondiale, les Volksdeutsche sont logés dans le bâtiment, il sert aussi d'hôpital de réserve. À partir de 1945, il sert de sanatorium pour les maladies pulmonaires, en 1960, il est acquis par la Diakonie Deutschland qui en fait un foyer pour femmes.
Triangle fait partie de la commune de Sassenburg depuis le 1er mars 1974.

## Personnalités liées à Triangel
- Will Vesper (1882–1962), écrivain.
- Bernward Vesper (1938-1971), écrivain, fils de Will Vesper.

## Source, notes et références
- (de) Cet article est partiellement ou en totalité issu de l’article de Wikipédia en allemand intitulé « Triangel (Sassenburg) » (voir la liste des auteurs).

1. ↑  (de) Statistisches Bundesamt, Historisches Gemeindeverzeichnis für die Bundesrepublik Deutschland. Namens-, Grenz- und Schlüsselnummernänderungen bei Gemeinden, Kreisen und Regierungsbezirken vom 27.5.1970 bis 31.12.1982, 1983 (ISBN 3-17-003263-1), p. 226